# Paganini Quartet
Pour les articles homonymes, voir Paganini (homonymie).
Le Paganini Quartet était un quatuor à cordes virtuose fondé par son premier violon, Henri Temianka, en 1946 et dissout en 1966. Le quatuor tire son nom du fait que, les quatre instruments fabriqués par le luthier Antonio Stradivari (1644–1737), ont été en possession du grand violoniste et compositeur italien, Niccolò Paganini.

## Origines
En 1945, Henri Temianka rencontre le célèbre violoncelliste Robert Maas, qui avait été membre du Quatuor Pro Arte. Maas avait déjà obtenu le parrainage de Anna E. Clark, veuve de William Andrews Clark, intéressée par la formation d'un nouveau quatuor à cordes. Entre-temps, la célèbre mécène de la musique de chambre, Elizabeth Sprague Coolidge avait parrainé Temianka pour son exécution des sonates pour violon de Beethoven à la Bibliothèque du Congrès de Washington, avec le pianiste Leonard Shure ; et elle avait aussi exprimé son intérêt pour le projet. Maas a découvert les quatre instruments stradivarius de Paganini à la boutique d'Emil Herrmann à New York. Madame Clark a rapidement acheté les fabuleux instruments du Quatuor. Le violoniste Gustave Rosseels et l'altiste Robert Courte acceptent immédiatement l'invitation et complètent l'ensemble. Ils sont bientôt salués comme « un grand quatuor né sur le sol américain ». Temianka estime que l'ensemble est « l'héritier spirituel du Quatuor Pro Arte ».   
En 1946 et 1947, ils jouent l'intégrale des quatuors à cordes de Beethoven à la Bibliothèque du Congrès ; les gens ont commencé à faire la queue dès cinq heures du matin pour acheter des billets pour la série de concerts : les places disponibles ont été vendues en une heure. Un contrat d'enregistrement pour la compagnie RCA Victor suit, et leur enregistrement les trois quatuors « Rasumovsky » opus 59 de Beethoven, remporte le prix du meilleur enregistrement de l'année 1947.
Le Quatuor s'installe à Los Angeles. Pendant les répétitions, ils parlent généralement le français. L'histoire de la naissance du Paganini Quartet, est détaillée dans le livre de Henri Temianka, Facing the Music [Face à la musique].

## Carrière
Au cours des vingt années de sa carrière internationale, le Paganini Quartet s'est produit en concerts dans les grandes et petites villes à travers les États-Unis, ainsi que dans les plus célèbres salles de concert du monde entier. Au concert, ils se sont joints à Arthur Rubinstein, Andrés Segovia, Claudio Arrau et Gary Graffman. Leurs enregistrements comprennent la plupart des quatuors de Beethoven, ainsi que ceux de Fauré, Verdi, Debussy, Ravel et d'autres (voir Discographie). Ils ont également joué les créations mondiales d'œuvres de Darius Milhaud, Mario Castelnuovo-Tedesco, Alberto Ginastera et Benjamin Lees.

## Membres
Henri Temianka, premier violon, était bien connu comme concertiste et chef d'orchestre, auteur et éducateur. Il était le seul membre constant du Paganini Quartet tout au long de son existence.
Gustave Rosseels était le second violoniste d'origine. Plus tard, il a été remplacé par Charles Libove (plus tard premier violon du Beaux-Arts Quartet), puis par Stefan Krayk.
Robert Courte, qui avait été professeur d'alto au Conservatoire royal de Bruxelles, était l'altiste d'origine. Il a ensuite été remplacé successivement par Charles Foidart, David Schwartz et Albert Gillis.
Le violoncelliste Robert Maas est décédé subitement en 1948. Il a été remplacé par Adolphe Frezin, puis plus tard par Lucien Laporte, qui avait d'abord été violoncelliste pour le Symphonique de New York, sous la direction de Walter Damrosch et l'Orchestre de la NBC. Gábor Rejtő, Victor Gottlieb et Edgar Lustgarten ont également joués à différents moments.

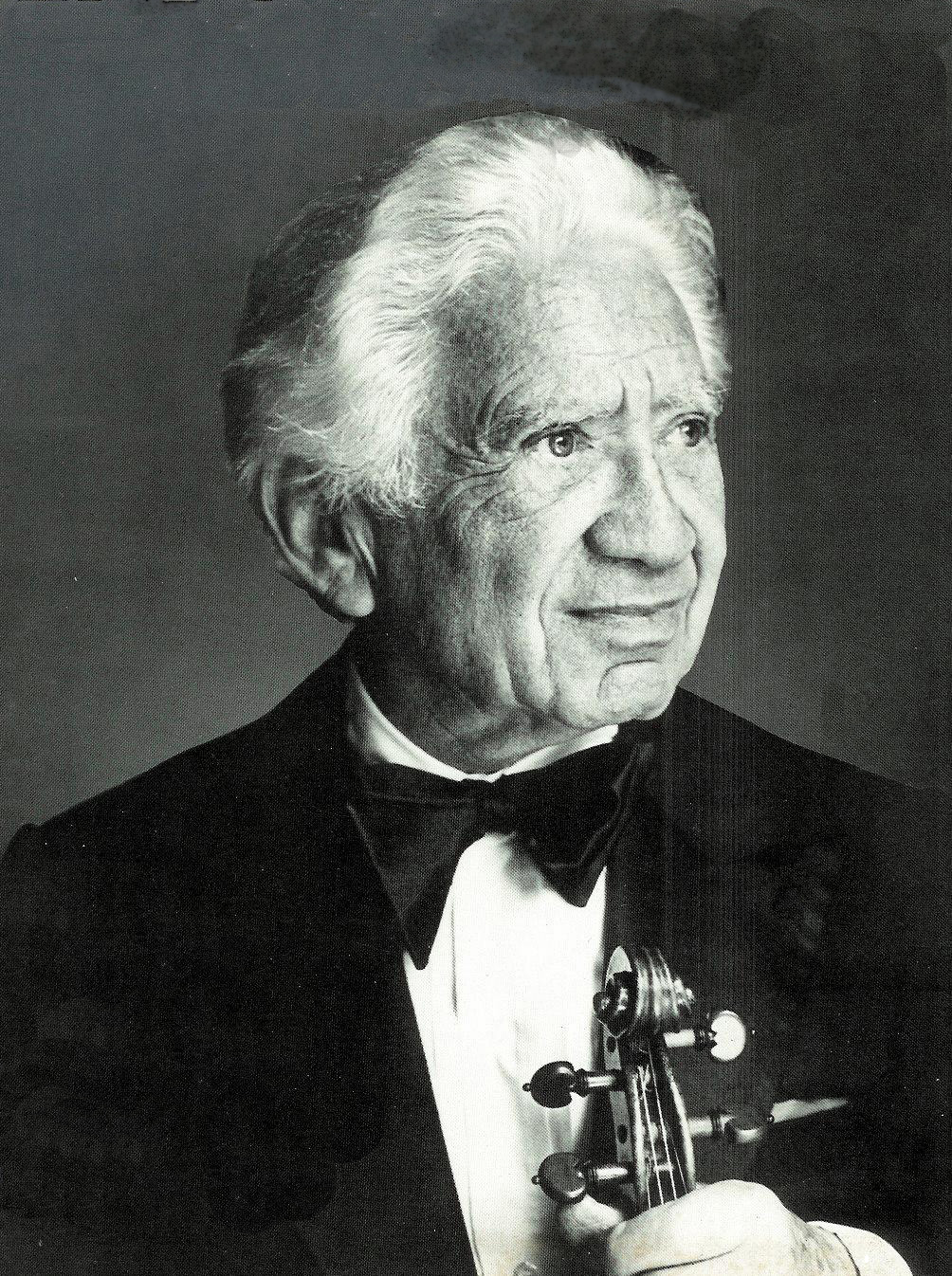
Le violoniste Henri Temianka (en 1987)
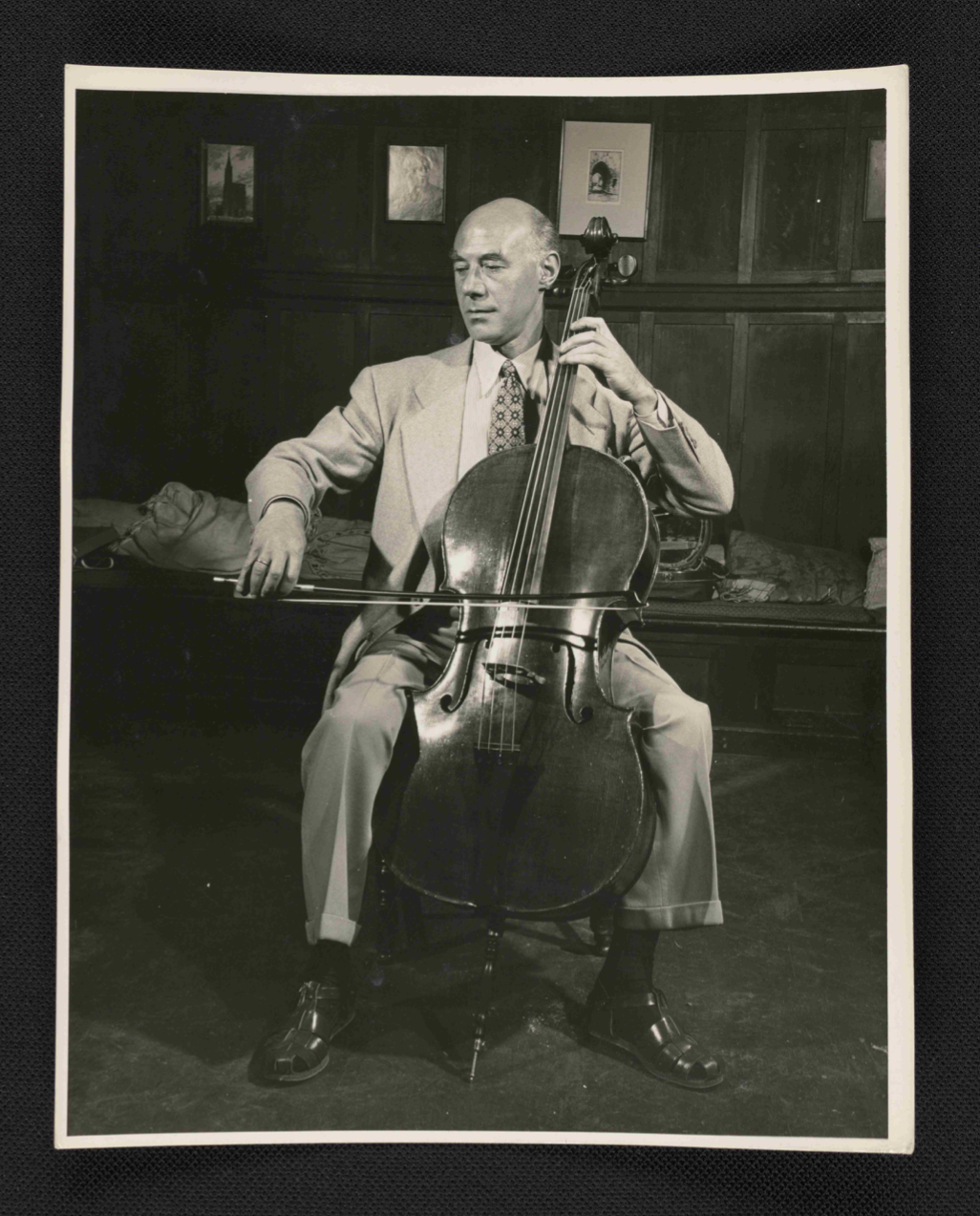
Le violoncelliste belge Robert Maas

## Instruments
(mars 2017).
Améliorez-le ou discutez des points à vérifier. 
Les quatre splendides instruments de Stradivarius étaient parmi les possessions les plus chères au célèbre virtuose Niccolò Paganini. Après leur achat par Madame Clark, des ajustements ont été apportés aux instruments par le grand artisan Simone Fernando Sacconi. 
La provenance des instruments est la suivante
Le premier violon, le « Comte Cozio di Salabue », fabriqué par Stradivarius en 1727. Il a été joué par Paganini lui-même, après son acquisition en 1817, disant de lui : « Ce violon sonne comme une contrebasse ». Le second violon, le « Desaint », est construit par Stradivarius en 1680. Il s'agit d'un exemple du style Amatisant des premiers violons de Stradivarius. Il est décrit dans le livre de Toby Faber, Stradivari’s Genius.
L'alto, le « Mendelssohn », date de 1731, alors que Stradivarius avait 86 ans. Il fait partie de la douzaine d'instruments qui ont survécu des altos de Stradivarius. C'est l'instrument, acheté à Londres en 1833, qui a inspiré à Paganini la commande à Hector Berlioz d'une œuvre, son poème symphonique «  Harold en Italie ».
The cello is the “Ladenburg” of 1736. Le violoncelle est le « Ladenburg » de 1736, qui appartenait à la famille Mendelssohn avant d'entrer en possession de Paganini.
Lorsque le Paganini Quartet est dissous en 1966, les quatre instruments reviennent à la Corcoran Gallery of Art de Washington. Conformément à la volonté de Madame Clark, ils ne devaient jamais être séparés et portent ensemble le nom de « Quatuor Paganini ». À partir de 1992, ils ont été prêtés au Quatuor de Cleveland. Depuis 1994, ils ont été acquis par la Nippon Music Foundation et ont été joués par le Quatuor de Tokyo jusqu'à sa dissolution en 2013. Les quatre instruments sont joués par le Quatuor Hagen depuis décembre 2013.

## Répertoire
Selon la brochure publiée par F. C Schang, en 1948, le répertoire du quatuor comprenait, à ce moment-là, les pièces suivantes :
- Ahrendt — Quatuor ; Babin — Quatuor ; Bach — extraits de l'Art de la fugue ; Barber — Quatuor opus 11 ;
- Bartók — Quatuors nos 1, 2, 6 ; Beethoven — Cycle des 16 quatuors ; Bloch — Quatuor no 2 ;
- Brahms — Quatuors opus 51 nos 1 et 2 ; Quatuor opus 67 ; Britten — Quatuor no 2 ; Debussy — Quatuor opus 10 en sol mineur ;
- Chostakovitch — Quatuor no 1
- Delerue — Quatuor ; Dittersdorf — Quatuor en mi-bémol majeur ; Dvořák — Quatuor « américain », opus 96 ;
- Francaix — Quatuor ; Franck — Quatuor en ré majeur ; Fuerstner — Divertimento ;
- Haydn — Trente quatuors ; Hindemith — Quatuor no 3, opus 22 ; Jacobi — Quatuor no 3 ;
- Mendelssohn — Quatuor opus 12 ; Milhaud — Quatuors nos 4, 7 & 15 ; Mozart — Dix quatuors ;
- Piston — Quatuor no 2 ; Rathaus — Quatuor no 4 ; Ravel — Quatuor en fa majeur ;
- Robertson — American Serenade ; Schubert — Quatuor opus 29 en la mineur ; quatuor no 14, opus 125 no 1 « La jeune fille et la mort » ;
- Schumann — 3 Quatuors opus 41 ; Stravinsky — Concertino, Trois pièces pour quatuor ;
- Toch — Quatuor opus 18 ; Verdi — Quatuor en mi mineur ; Vivaldi — L’Estro Armonico (arr. pour quatuor à cordes).

## Revues
Harold C. Schonberg écrit sur les enregistrements Beethoven du Paganini Quartet dans « The Guide to Long-Playing Records: Chamber and Solo Instrument Music » de 1955 : « Une chose dont ce quatuor dispose et qui est le timbre... il n'a jamais perdu sa sonorité juteuse. Les interprétations ont toujours du goût. »
Alfred Frankenstein du San Francisco Chronicle écrit : « Peut-être jamais entendu auparavant un quatuor à cordes avec si riche, moelleux et un timbre superbement polie. »
L’Illustration écrit, « Le Quatuor Paganini a ravi Paris. »

## Discographie
Le Quatuor Paganini a beaucoup enregistré pour les disques 33, 45 et 78 tours, ainsi que quelques bandes magnétiques. Un résumé de ces enregistrements en studio comprend, par label :

### RCA Victor
Beethoven, Quatuors nos 1, 2, 4, 5, 7, 8, 9, 10, 14, 15 et 16 (remasterisé et édité en 2012 par United Archives). Debussy Quatuor en sol mineur. Fauré Quatuor avec piano no 1 (avec Artur Rubinstein).
Mouvements isolés extraits de quatuors à cordes de Haydn, Mozart, Beethoven, Schubert, Mendelssohn, Schumann, Tchaikovsky and Dvořák.
Schumann Quintette avec piano en mi bémol majeur (avec Artur Rubinstein).
Verdi Quatuor en mi mineur.
Ravel Quatuor en fa majeur

### Concert-Disc
Brahms, Quintette avec piano en fa mineur, op. 34 (avec Ralph Votapek)

### Decca
Ginastera, Quatuor no 1 ;
Lajhta , Quatuor no 7, op. 49

### KAPP
Haydn, Quatuor en ut « Empereur » ;
Mozart Quatuor en ut majeur, K.465 « Dissonances » ; Debussy, Quatuor en sol mineur ;
Ravel, Quatuor en fa

### Liberty
Britten, Quatuor no 1 en ré majeur ;
Debussy, Quatuor en sol mineur ;
Lees, Quatuor no 1 ;
Schumann, Quatuor no 1 en la mineur.

### Western Recorders (non publié)
Bartók, Quatuor no 1, op. 7